# Zugspitze
 Denne artikel bør gennemlæses af en person med fagkendskab for at sikre den faglige korrekthed.

Zugspitze er med 2.962 meter NHN (de) den højeste tinde i Wettersteinbjergene i Alperne og samtidig det højeste bjerg i Tyskland. Zugspitzmassivet ligger sydvest for byen Garmisch-Partenkirchen i Bayern og i den nordlige del af Tyrol. Grænsen mellem Østrig og Tyskland løber over bjergets vestlige top. Syddelen af bjerget er Zugspitzplatt, et højt karst-plateau med adskillige huler. På siderne af Zugspitze er der to gletsjere, den største i Tyskland: Nordschneeferner med et areal på omkring 30,7 hektar og Höllentalferner med et areal på 24,7 ha. Afsmeltning fra Sydschneeferner har resulteret i at den mistede sin gletsjerstatus i 2022.
Zugspitze havde oprindelig tre toppe, hvoraf den østlige var den højeste. I 1930 blev den mitterste top ofret til fordel for en kabelbanestation, og i 1938 blev den vestlige top sprængt, da Wehrmarkt ville bygge en antiluftskytsstilling på stedet. Stillingen blev aldrig bygget, men Zugspitze var blevet lavere. Den vestlige top var 2.964 moh og den østlige er to meter lavere.

## Bestigning
Bjerget blev besteget officielt første gang d. 27. august 1820 af den bayerske løjtnant Josef Naus, hans assistent Maier og en bjergguide, Johann Georg Tauschl, men det er meget sandsynligt at lokale beboere allerede halvtreds år tidligere havde været på toppen. Karoline Pitzner besteg, som første
kvinde, Zugspitze den 22. september 1853.
I dag er der tre normalruter til toppen: én fra Höllental-dalen mod nordøst, en anden fra Reintal-dalen og den tredje fra vest (Österreichische Schneekar). En af de bedst kendte ruter over højderyggene i Østalperne går langs den smalle Jubiläumsgrat til toppen, og forbinder Zugspitze, Hochblassen og Alpspitze. Der er mange overnatningsmuligheder i området for bjergbestigere. På vestsiden af Zugspitze findes Münchner Haus og på vestsiden ligger Wiener-Neustädter Hut.

## Kabelbaner
Der går tre kabelbaner til toppen af Zugspitze. Den første, Tiroler Zugspitzbahn, blev opført i 1926 af det tyske firma Adolf Bleichert & Co og ender på arêteen under toppen i 2.805 meters højde, den såkaldt Kammstation, inden enden blev flyttet til den rigtige top 2.951 moh. 1991. En tandhjulsbane, Bayerische Zugspitzbahn, går på nordsiden af bjerget og ender ved Zugspitzplatt, hvorfra endnu en kabelbane kører den lille tur ned til Schneefernerhaus, der tidligere var et hotel, men siden 1999 har været en forskningsstationer for klima. En vejrstation blev etableret her allerede i 1900. Tandhjulsbanen og den tredje kabelbane, Eibseeseilbahn transporterer gennemsnitligt omkring 500.000 personer til toppen hvert år. Om vinteren dækker ni skilifte skiområder på Zugspitzplatt.
På toppen kan man poste et brev i Tysklands højestbeliggende postkasse.

## Korset på Zugspitze
Det forgyldte kors på Zugspitze blev opsat i august 1851 på initiativ af pastor Christoph Ott, på bjergets vestlige top, der med 2.964 moh den gang var Zugspitzes højeste top. Vinteren 1881/1882 blev korset repareret, efter at det var blevet ramt af adskillige lyn. Det blev genrejst på den østlige top, da vesttoppen i mellemtiden var blevet bebygget.
Korset er blevet beskadiget flere gange, og i slutningen af 2. verdenskrig blev det beskudt. Den 16 oktober 1993 blev det oprindelige kors erstattet med en 4,88 meter høj, og 300 kg tung kopi. Det originale kors er udstillet på Museum Werdenfels i
Garmisch-Partenkirchen.
Julen 2023 blev et stykke igen brækket af korset, i en storm. Det blev fundet to uger senere, repareret og forgyldt, og i april 2024 blev det skruet fast på korset igen, af arbejdere fra Bayerische Zugspitzbahn.

## Adgang til bjerget
Tre svævebaner går til toppen af Zugspitze. Den ældste, Tiroler Zugspitzbahn, blev anlagt i 1926 og gik fra den østrigske by Ehrwald til et plateau lige under toppen indtil banens endestation blev flyttet op på selve bjergtoppen i 1991. En tandhjulsbane, Bayerische Zugspitzbahn, er ført gennem en tunnel inde i bjerget op til Tysklands højest beliggende jernbanestation på plateauet Zugspitzplatt, hvorfra svævebane nummer to, Zugspitz-Gletscherbahn går det sidste stykke vej mod toppen. Fra stationen Eibsee, midtvejs på Bayerische Zugspitzbahn og lige før sporet fører ind i bjerget, afgår den tredje svævebane til toppen af Zugspitze, Eibseeseilbahn.
|  |  |

## Klima
Klimaet på Zugspitse er tundra (Köppen: ET), og bjerget har Tysklands eneste gletsjer, som dog er blevet mindre år for år i de seneste år. Fra et klimaperspektiv ligger Zugspitse i den tempererede zone, og det bliver primært udsat for vestenvind. Som den første høje orografiske forhindring for vestenvinden i Alperne er Zugspitze særligt udsat for vejret. Det fungerer som en barriere for Alperne (Nordstau der Alpen), og de fleste luftmasser hober sig op og afgiver store mængder nedbør. På samme tid fungerer Zugspitse som en barriere for Alperne mod syd. Fønvinden og tilhørende klima påvirker massivet på de andre sider og påvirker regionen i omkring 60 dage om året. Den varme, tørre vind kommer fra syd mod nord, og kan resultere i usædvanligt høje temperaturer om vinteren. Ikke desto mindre dominerer frost Zugspitze omkring 310 dage om året.
I årtierne fra 1961 til 1990 – der er betegnet som "normalperioden" for World Meteorological Organization – var den gennemsnitlige årlige nedbørsmængde på Zugspitze 2.003,1 mm; den vådeste måned var april med 199 mm, og den tørreste var oktober med 108,8 mm. Til sammenligning var værdierne for 2009 2.070,8 mm for hele året, og den vådeste måned var marts med 326,2 mm og den tørreste var januar med 56,4 mm. Gennemsnitstemperaturen i normalperioden var −4,8 °C, hvor juli og august var varmest med 2,2 °C og februar var den koldeste med en temperatur på −11,4 °C. Til sammenligning var temperaturen i 2009 −4,2 °C, den varmeste måned var august med 5,3 °C, og den koldeste var februar med −13,5 °C. Det gennemsnitlige antal solskinstimer i normalperioden var 1.846,3 om året, hvor oktober havde fleste med 188,8 timer, og den mørkeste var december med 116,1 timer. I 2009 var der 1.836,3 solskinstimer, og den mørkeste var februar med blot 954 timer, og den mest solrige måned var april med 219 timer. Ifølge en vejrundersøgelse fra Deutscher Wetterdienst i 2009 var Zugspitze det koldeste sted i Tyskland med en årlig gennemsnitstemperatur på −4,2 °C.
Den laveste temperatur der er målt på Zugspitse, er −35,6 °C den 14. februar 1940. Den højeste temperatur der er målt, er 17,9 °C den 5. juli 1957. Under et kraftigt stormvejr den 12. juni 1985 blev der målt vindhastigheder på 335 km/h, hvilket er den højeste vindhastighed nogensinde målt på Zugspitze. I april 1944 målte meteorologer en snedybde på 8,3 m.
I dag smelter sneen helt om sommeren, men tidligere har der stadig ligget sne i sommermånederne, og den sidste gang man havde sne på toppen hele året, var sommersæsonen 2000.
| Vejr for Zugspitze, 2.965 m, 1991−2020 normaler, ekstremer 1900–nu) | Vejr for Zugspitze, 2.965 m, 1991−2020 normaler, ekstremer 1900–nu) | Vejr for Zugspitze, 2.965 m, 1991−2020 normaler, ekstremer 1900–nu) | Vejr for Zugspitze, 2.965 m, 1991−2020 normaler, ekstremer 1900–nu) | Vejr for Zugspitze, 2.965 m, 1991−2020 normaler, ekstremer 1900–nu) | Vejr for Zugspitze, 2.965 m, 1991−2020 normaler, ekstremer 1900–nu) | Vejr for Zugspitze, 2.965 m, 1991−2020 normaler, ekstremer 1900–nu) | Vejr for Zugspitze, 2.965 m, 1991−2020 normaler, ekstremer 1900–nu) | Vejr for Zugspitze, 2.965 m, 1991−2020 normaler, ekstremer 1900–nu) | Vejr for Zugspitze, 2.965 m, 1991−2020 normaler, ekstremer 1900–nu) | Vejr for Zugspitze, 2.965 m, 1991−2020 normaler, ekstremer 1900–nu) | Vejr for Zugspitze, 2.965 m, 1991−2020 normaler, ekstremer 1900–nu) | Vejr for Zugspitze, 2.965 m, 1991−2020 normaler, ekstremer 1900–nu) | Vejr for Zugspitze, 2.965 m, 1991−2020 normaler, ekstremer 1900–nu) |
|                                                                     | Jan                                                                 | Feb                                                                 | Mar                                                                 | Apr                                                                 | Maj                                                                 | Jun                                                                 | Jul                                                                 | Aug                                                                 | Sep                                                                 | Okt                                                                 | Nov                                                                 | Dec                                                                 | År                                                                  |
| ------------------------------------------------------------------- | ------------------------------------------------------------------- | ------------------------------------------------------------------- | ------------------------------------------------------------------- | ------------------------------------------------------------------- | ------------------------------------------------------------------- | ------------------------------------------------------------------- | ------------------------------------------------------------------- | ------------------------------------------------------------------- | ------------------------------------------------------------------- | ------------------------------------------------------------------- | ------------------------------------------------------------------- | ------------------------------------------------------------------- | ------------------------------------------------------------------- |
| Højest målte °C                                                     | 6,1                                                                 | 5,8                                                                 | 5,3                                                                 | 9,3                                                                 | 14,8                                                                | 16,8                                                                | 17,9                                                                | 16,7                                                                | 17,2                                                                | 12,7                                                                | 7,4                                                                 | 5,2                                                                 | 17,9                                                                |
| Gns. højeste maks °C                                                | 0,1                                                                 | 0,5                                                                 | 1,5                                                                 | 4,3                                                                 | 8,4                                                                 | 12,5                                                                | 13,6                                                                | 13,8                                                                | 10,1                                                                | 7,8                                                                 | 4,6                                                                 | 1,1                                                                 | 15,1                                                                |
| Gennemsnitlig maks °C                                               | −7,3                                                                | −8                                                                  | −6,3                                                                | −3,2                                                                | 0,9                                                                 | 4,5                                                                 | 6,5                                                                 | 6,9                                                                 | 3,3                                                                 | 0,6                                                                 | −3,6                                                                | −6,4                                                                | −1                                                                  |
| Gennemsnitlig °C                                                    | −10,1                                                               | −10,9                                                               | −9                                                                  | −6,2                                                                | −2                                                                  | 1,5                                                                 | 3,4                                                                 | 3,8                                                                 | 0,5                                                                 | −2                                                                  | −6,3                                                                | −9,2                                                                | −3,9                                                                |
| Gennemsnitlig min °C                                                | −12,7                                                               | −13,5                                                               | −11,6                                                               | −8,7                                                                | −4,4                                                                | −0,9                                                                | 0,9                                                                 | 1,4                                                                 | −1,9                                                                | −4,5                                                                | −8,8                                                                | −11,8                                                               | −6,4                                                                |
| Gns. laveste min °C                                                 | −21,4                                                               | −22,1                                                               | −20,2                                                               | −16,8                                                               | −11,3                                                               | −7,2                                                                | −5                                                                  | −5,6                                                                | −9,2                                                                | −13,2                                                               | −17,4                                                               | −20,6                                                               | −24,7                                                               |
| Lavest målte °C                                                     | −34,6                                                               | −35,6                                                               | −31                                                                 | −24,2                                                               | −19,8                                                               | −12,5                                                               | −8,7                                                                | −9,9                                                                | −14,7                                                               | −18,3                                                               | −25,9                                                               | −31,1                                                               | −35,6                                                               |
| Gennemsnitlig nedbør mm                                             | 176,5                                                               | 157,4                                                               | 208,1                                                               | 171,7                                                               | 192,7                                                               | 181,4                                                               | 184,5                                                               | 184,6                                                               | 150,2                                                               | 127,6                                                               | 157,4                                                               | 183,3                                                               | 2.075,5                                                             |
| Gns. dage med nedbør (≥ 0.1 mm)                                     | 17,4                                                                | 16,9                                                                | 19,6                                                                | 18,4                                                                | 20,8                                                                | 21                                                                  | 20,3                                                                | 19,2                                                                | 16,6                                                                | 14,9                                                                | 16                                                                  | 18,2                                                                | 219,3                                                               |
| Gns. dage med sne (≥ 1.0 cm)                                        | 31                                                                  | 28,3                                                                | 31                                                                  | 30                                                                  | 31                                                                  | 30                                                                  | 27,6                                                                | 15,2                                                                | 19,4                                                                | 27,8                                                                | 29,8                                                                | 31                                                                  | 333                                                                 |
| Gns. luftfugtighed (%)                                              | 68,7                                                                | 71,8                                                                | 76,3                                                                | 81,1                                                                | 85,8                                                                | 87                                                                  | 86,8                                                                | 84,8                                                                | 81,7                                                                | 73,5                                                                | 73,8                                                                | 71,8                                                                | 78,6                                                                |
| Gns. månedlige solskinstimer                                        | 138,3                                                               | 140                                                                 | 168                                                                 | 177,3                                                               | 172,8                                                               | 162,3                                                               | 171,4                                                               | 177                                                                 | 167,6                                                               | 175,4                                                               | 131,8                                                               | 120,5                                                               | 1.902,6                                                             |
| Kilde 1: NOAA                                                       |                                                                     |                                                                     |                                                                     |                                                                     |                                                                     |                                                                     |                                                                     |                                                                     |                                                                     |                                                                     |                                                                     |                                                                     |                                                                     |
| Kilde 2: Deutscher Wetterdienst / SKlima.de                         |                                                                     |                                                                     |                                                                     |                                                                     |                                                                     |                                                                     |                                                                     |                                                                     |                                                                     |                                                                     |                                                                     |                                                                     |                                                                     |

| Vejr for Zugspitze, elevation: 2.965 m, 1981-2010 normaler | Vejr for Zugspitze, elevation: 2.965 m, 1981-2010 normaler | Vejr for Zugspitze, elevation: 2.965 m, 1981-2010 normaler | Vejr for Zugspitze, elevation: 2.965 m, 1981-2010 normaler | Vejr for Zugspitze, elevation: 2.965 m, 1981-2010 normaler | Vejr for Zugspitze, elevation: 2.965 m, 1981-2010 normaler | Vejr for Zugspitze, elevation: 2.965 m, 1981-2010 normaler | Vejr for Zugspitze, elevation: 2.965 m, 1981-2010 normaler | Vejr for Zugspitze, elevation: 2.965 m, 1981-2010 normaler | Vejr for Zugspitze, elevation: 2.965 m, 1981-2010 normaler | Vejr for Zugspitze, elevation: 2.965 m, 1981-2010 normaler | Vejr for Zugspitze, elevation: 2.965 m, 1981-2010 normaler | Vejr for Zugspitze, elevation: 2.965 m, 1981-2010 normaler | Vejr for Zugspitze, elevation: 2.965 m, 1981-2010 normaler |
|                                                            | Jan                                                        | Feb                                                        | Mar                                                        | Apr                                                        | Maj                                                        | Jun                                                        | Jul                                                        | Aug                                                        | Sep                                                        | Okt                                                        | Nov                                                        | Dec                                                        | År                                                         |
| ---------------------------------------------------------- | ---------------------------------------------------------- | ---------------------------------------------------------- | ---------------------------------------------------------- | ---------------------------------------------------------- | ---------------------------------------------------------- | ---------------------------------------------------------- | ---------------------------------------------------------- | ---------------------------------------------------------- | ---------------------------------------------------------- | ---------------------------------------------------------- | ---------------------------------------------------------- | ---------------------------------------------------------- | ---------------------------------------------------------- |
| Gennemsnitlig maks °C                                      | −7,5                                                       | −8,2                                                       | −6,9                                                       | −3,8                                                       | 0,9                                                        | 3,7                                                        | 6,3                                                        | 6,3                                                        | 3,1                                                        | 0,7                                                        | −4,4                                                       | −6,7                                                       | −1,3                                                       |
| Gennemsnitlig °C                                           | −10,3                                                      | −11,1                                                      | −9,7                                                       | −6,9                                                       | −2,1                                                       | 0,7                                                        | 3,1                                                        | 3,2                                                        | 0,4                                                        | −2                                                         | −7,1                                                       | −9,6                                                       | −4,3                                                       |
| Gennemsnitlig min °C                                       | −13                                                        | −13,8                                                      | −12,3                                                      | −9,4                                                       | −4,6                                                       | −1,8                                                       | 0,6                                                        | 0,8                                                        | −2                                                         | −4,5                                                       | −9,6                                                       | −12,2                                                      | −6,8                                                       |
| Gennemsnitlig nedbør mm                                    | 172,4                                                      | 159,8                                                      | 228,1                                                      | 178,5                                                      | 160,7                                                      | 185,5                                                      | 187,6                                                      | 182,3                                                      | 144,7                                                      | 113,7                                                      | 179                                                        | 187,5                                                      | 2.084,2                                                    |
| Gns. dage med nedbør (≥ 1.0 mm)                            | 16,9                                                       | 16,3                                                       | 20,5                                                       | 19,7                                                       | 20,7                                                       | 21,3                                                       | 19,7                                                       | 19,3                                                       | 16,5                                                       | 14,6                                                       | 16,7                                                       | 18,3                                                       | 219,8                                                      |
| Gns. luftfugtighed (%)                                     | 69,6                                                       | 73,4                                                       | 80,1                                                       | 84                                                         | 86,7                                                       | 88,2                                                       | 86,1                                                       | 85,2                                                       | 81,6                                                       | 73,4                                                       | 74,9                                                       | 73,7                                                       | 79,7                                                       |
| Gns. månedlige solskinstimer                               | 136,4                                                      | 141,2                                                      | 155,5                                                      | 164,5                                                      | 175,1                                                      | 153,2                                                      | 181,2                                                      | 175,7                                                      | 169,4                                                      | 178,1                                                      | 130,6                                                      | 117,7                                                      | 1.881,5                                                    |
| Kilde: NOAA                                                |                                                            |                                                            |                                                            |                                                            |                                                            |                                                            |                                                            |                                                            |                                                            |                                                            |                                                            |                                                            |                                                            |

| Vejr for Zugspitze, elevation: 2.965 m, 1961-1990 normaler | Vejr for Zugspitze, elevation: 2.965 m, 1961-1990 normaler | Vejr for Zugspitze, elevation: 2.965 m, 1961-1990 normaler | Vejr for Zugspitze, elevation: 2.965 m, 1961-1990 normaler | Vejr for Zugspitze, elevation: 2.965 m, 1961-1990 normaler | Vejr for Zugspitze, elevation: 2.965 m, 1961-1990 normaler | Vejr for Zugspitze, elevation: 2.965 m, 1961-1990 normaler | Vejr for Zugspitze, elevation: 2.965 m, 1961-1990 normaler | Vejr for Zugspitze, elevation: 2.965 m, 1961-1990 normaler | Vejr for Zugspitze, elevation: 2.965 m, 1961-1990 normaler | Vejr for Zugspitze, elevation: 2.965 m, 1961-1990 normaler | Vejr for Zugspitze, elevation: 2.965 m, 1961-1990 normaler | Vejr for Zugspitze, elevation: 2.965 m, 1961-1990 normaler | Vejr for Zugspitze, elevation: 2.965 m, 1961-1990 normaler |
|                                                            | Jan                                                        | Feb                                                        | Mar                                                        | Apr                                                        | Maj                                                        | Jun                                                        | Jul                                                        | Aug                                                        | Sep                                                        | Okt                                                        | Nov                                                        | Dec                                                        | År                                                         |
| ---------------------------------------------------------- | ---------------------------------------------------------- | ---------------------------------------------------------- | ---------------------------------------------------------- | ---------------------------------------------------------- | ---------------------------------------------------------- | ---------------------------------------------------------- | ---------------------------------------------------------- | ---------------------------------------------------------- | ---------------------------------------------------------- | ---------------------------------------------------------- | ---------------------------------------------------------- | ---------------------------------------------------------- | ---------------------------------------------------------- |
| Gennemsnitlig maks °C                                      | −8,6                                                       | −8,7                                                       | −7,5                                                       | −4,6                                                       | 0                                                          | 2,8                                                        | 5,1                                                        | 5,1                                                        | 3,2                                                        | 0,4                                                        | −4,6                                                       | −7,1                                                       | −2                                                         |
| Gennemsnitlig °C                                           | −11,2                                                      | −11,4                                                      | −10,2                                                      | −7,5                                                       | −3,1                                                       | −0,1                                                       | 2,2                                                        | 2,2                                                        | 0,5                                                        | −2,1                                                       | −7,1                                                       | −9,7                                                       | −4,8                                                       |
| Gennemsnitlig min °C                                       | −13,6                                                      | −13,8                                                      | −12,6                                                      | −9,9                                                       | −5,4                                                       | −2,4                                                       | −0,1                                                       | 0                                                          | −1,8                                                       | −4,3                                                       | −9,5                                                       | −12,3                                                      | −7,1                                                       |
| Gennemsnitlig nedbør mm                                    | 189                                                        | 154                                                        | 186                                                        | 199                                                        | 172                                                        | 185                                                        | 183                                                        | 170                                                        | 115                                                        | 109                                                        | 158                                                        | 184                                                        | 2.004                                                      |
| Gns. dage med nedbør (≥ 1.0 mm)                            | 16                                                         | 14                                                         | 16                                                         | 16                                                         | 16                                                         | 18                                                         | 17                                                         | 16                                                         | 12                                                         | 10                                                         | 13                                                         | 15                                                         | 179                                                        |
| Gns. månedlige solskinstimer                               | 116,3                                                      | 132,1                                                      | 153,7                                                      | 153,4                                                      | 164,9                                                      | 153                                                        | 174,6                                                      | 178,6                                                      | 181,8                                                      | 188,8                                                      | 133,1                                                      | 116,1                                                      | 1.846,4                                                    |
| Kilde: NOAA                                                |                                                            |                                                            |                                                            |                                                            |                                                            |                                                            |                                                            |                                                            |                                                            |                                                            |                                                            |                                                            |                                                            |

## Bebyggelse
Sneefernerhaus var et luksushotel der lå lige under toppen af Zugspitze. Det var opkaldt efter Tysklands største gletsjer Schneeferner, og åbnede den 20. juni 1931. Hotellet blev bygget inden Bayrischen Zugspitzbahn var færdig, og byggematerialerne blev båret op ad bjerget af tusindvis af arbejdere og pakdyr.
Den 15. maj 1965 blev området ramt af en lavine, der sendte mere end 100 mennesker ned over bjerget fra hotellets terrasse. Ti personer døde og 21 blev beskadiget.
Hotellet blev sat istand og beskyttet mod laviner, men da den nye station blev bygget i slutningen af 1980'erne, lå hotellets restaurant for langt væk, og i 1992 lukkede det.
Hotelbygningen er blevet omdannet til en miljøforskningsstation.. Elleve forskellige tyske universiteter og institutter driver for tiden forskning i Sneefernerhaus.
Münchener Haus blev bygget i
1897 af Alpenverein München som den første bygning på Zugspitze. Den første sten blev lagt i 1894, og den 19. september åbnede hytten, der havde kostet 36.370 mark at bygge. Et tårn til meteorologiske målninger blev opført i 1900, og vinteren 1900/1901 overvintrede Josef Enzensperger som den første meteorolog der. I 1973 ville Deutsche Bundespost lade hytten nedrive, da de skulle bruge pladsen till en ny radiostation. Hytten blev dog reddet, og radiostationen blev anlagt i en glasbygning nedenfor Münchner Haus.
Hytten er åben fra midten af maj til i slutningen af september. Den er meget enkelt indrettet, med en sovesal med 36 pladser, der skal forudbestilles. I 2012 blev der installeret et solcelleanlæg på taget og en af facaderne på Münchner Haus. Det er Tysklands højest beliggende solcelleanlæg.

## Radiosendere
Både Tyskland og Østrig har radiosendere på Zugspitze.
På den tyske side af Zugspitze er en radiosender monteret på klippen nedenfor vejrstationen. Den er del af en radiokæde, der forbinder Tyskland og Østrig.
Telekom Austria har to radiosendere på Zugspitze. Den ældste, der er fra 1958, står
ovenpå endestationen til den gamle, nu nedlagte Tiroler Zugspitzbahn
på Zugspitzplatt, og indgår i en vestlig radiokæde i Østrig. I 1970'erne lod selskabet opføre yderligere en radiosender helt oppe i nærheden af grænsen til Tyskland. Den er senere blevet erstattet af en sender på Sießekopf og er idag kun reserve.
Österreichische Rundfunksender (ORS) har en radio- og TV-sender på Zugspitze med betegnelsen EHRWALD 1. Den blev opført i 1971, og i 1990 blev den nuværende sendemast opført. Senderen sender radio på VHF og fjernsyn på DVB-T2, og programmerne kan høres og ses i
Nordtyrol. På grund af mastens beliggenhed har de reklamefrie programmer også kunnet ses i dele af Tyskland, men i 2007 blev sendestyrken i retning mod Tyskland nedsat efter klager fra tyske TV-stationer.